# Saison 2015 de l'équipe cycliste Trek Factory Racing
La saison 2015 de l'équipe cycliste Trek Factory Racing est la cinquième de cette équipe.

## Préparation de la saison 2015

### Sponsors et financement de l'équipe
Le fabricant de vélo Trek Bicycle Corporation est propriétaire et sponsor principal de l'équipe. La marque Bontrager, qui appartient Trek, et la société Shimano sont fournisseurs d'équipements de Trek Factory Racing. Leur logo apparaissent sur le maillot de l'équipe. Le budget de l'équipe pour l'année 2015 est de 15 millions d'euros..
L'homme d'affaires luxembourgeois Flavio Becca, détenteur de la licence World Tour depuis la création de l'équipe en 2011, a décidé de la céder en juin 2013. Cette décision intervient après les départs de plusieurs sponsors importants (RadioShack, Nissan, Enovos) au cours des douze mois précédent, en raison notamment des affaires de dopage concernant Fränk Schleck, Lance Armstrong et l'ancien manager de l'équipe Johan Bruyneel,.
Les maillots de l'équipe, conçus par Bontrager, restent à dominante noire, mais sont plus colorés qu'en 2014. Le haut du torse est blanc et des bandes rouges sont ajoutés sur les manches. Les noms des sponsors, présents sur le torse, sont désormais noirs sur fond blanc.

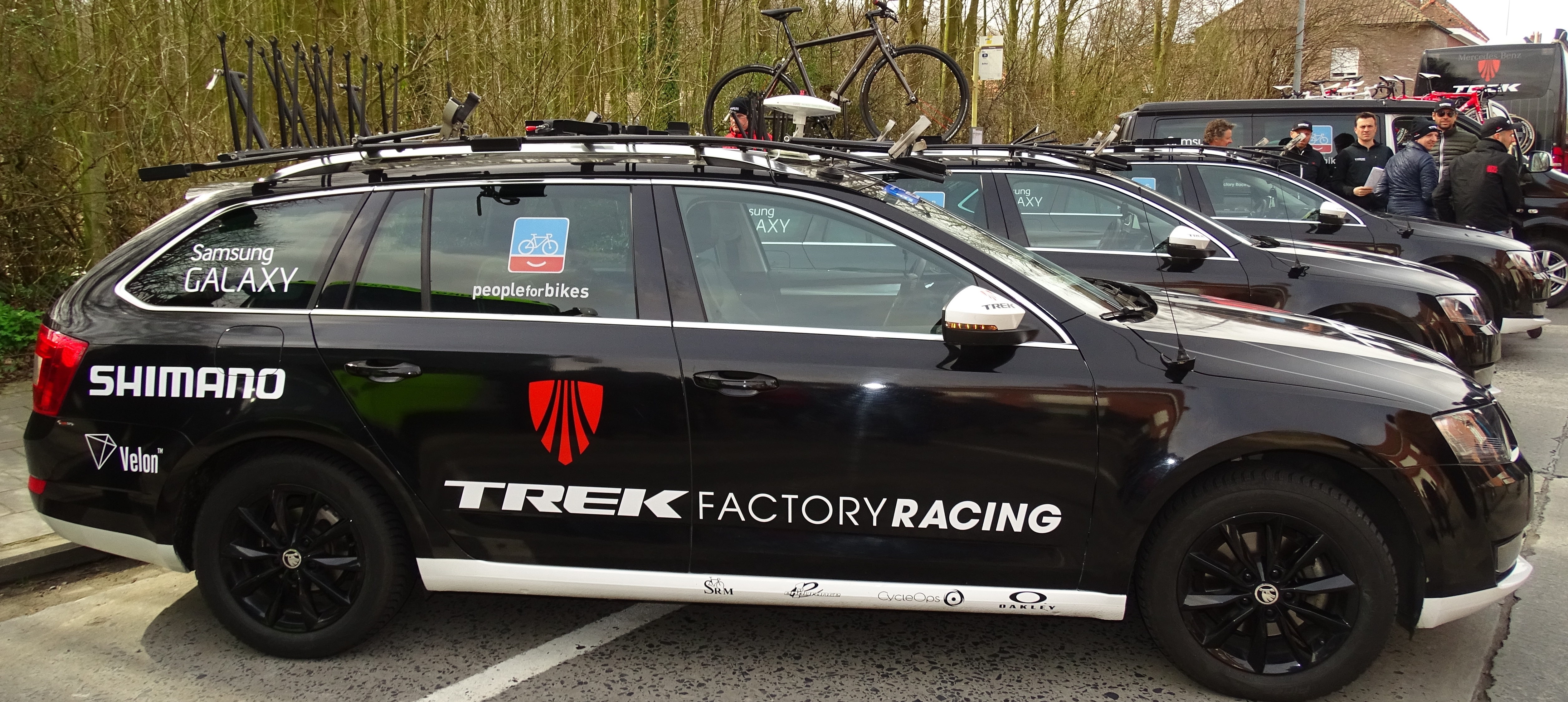
Des voitures de l'équipe lors du Grand Prix E3 2015.
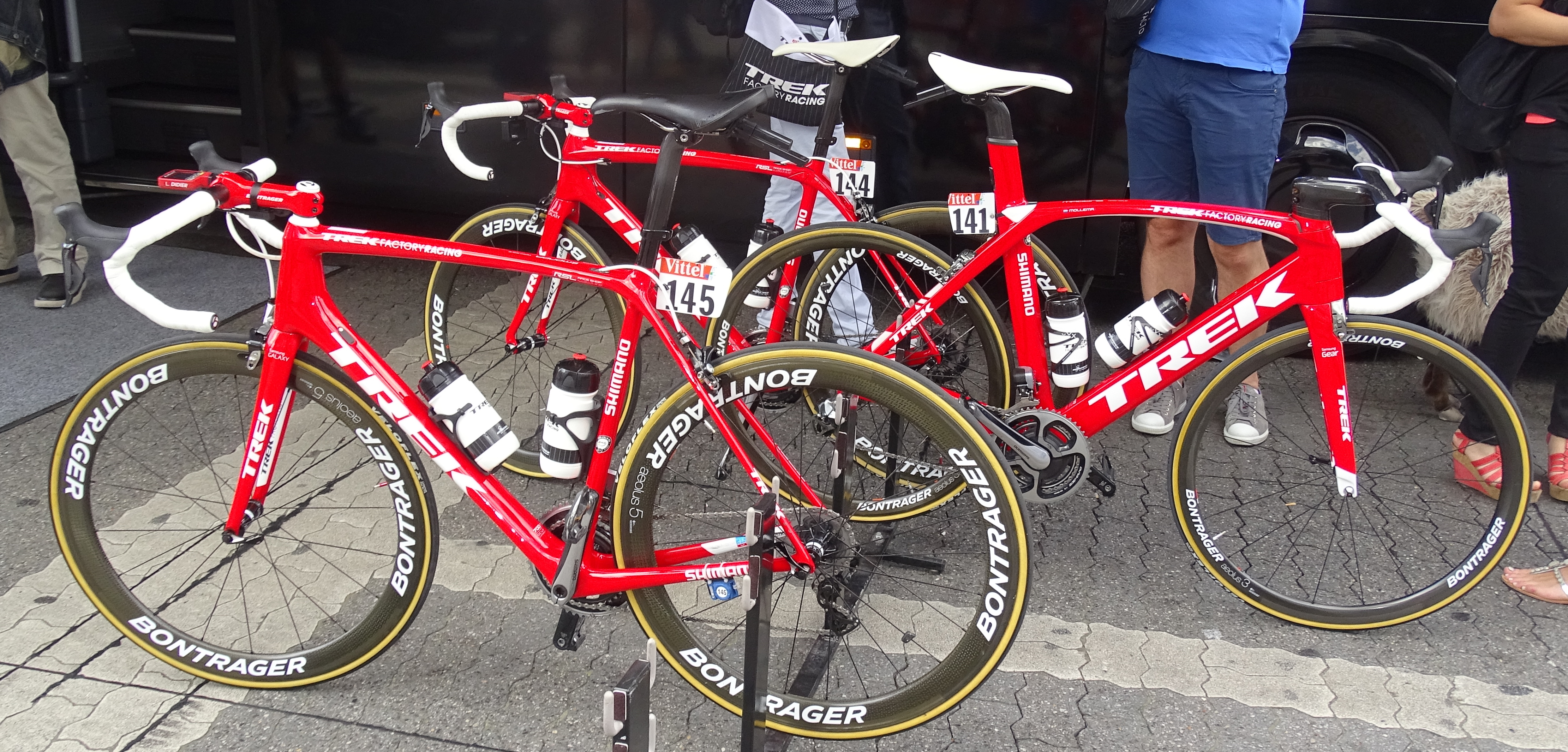
Vélo de l'équipe lors du Tour de France.
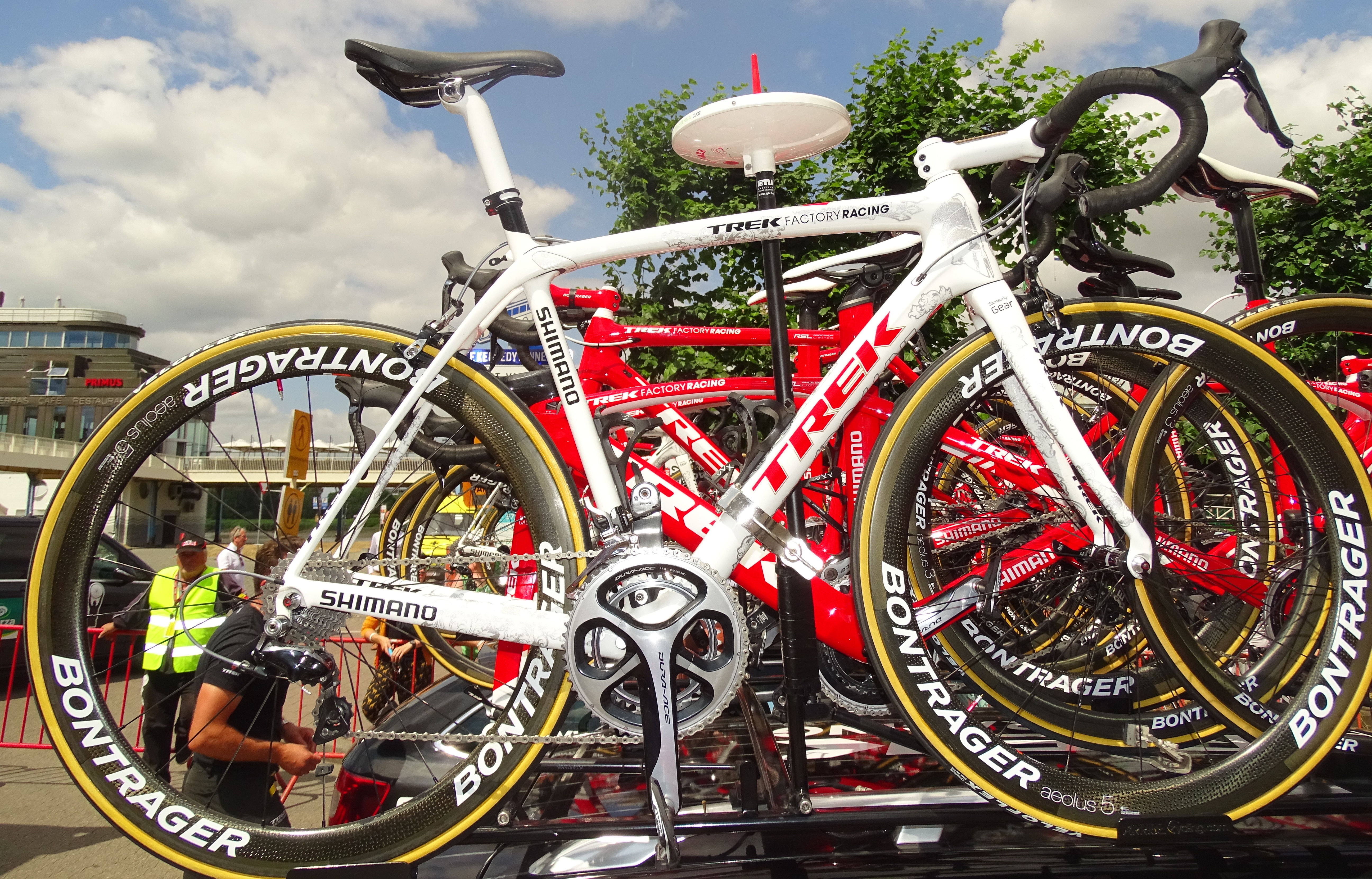
Vélo de Fabian Cancellara lors du Tour de France[6].

### Arrivées et départs
| Arrivées         | Équipe 2014               |
| ---------------- | ------------------------- |
| Marco Coledan    | Bardiani CSF              |
| Daniel McConnell | Trek Factory Racing (VTT) |
| Bauke Mollema    | Belkin                    |
| Gert Steegmans   | Omega Pharma-Quick Step   |

| Départs            | Équipe 2015  |
| ------------------ | ------------ |
| Danilo Hondo       | Retraite     |
| Robert Kišerlovski | Tinkoff-Saxo |
| Andy Schleck       | Retraite     |
| Jens Voigt         | Retraite     |

## Coureurs et encadrement technique

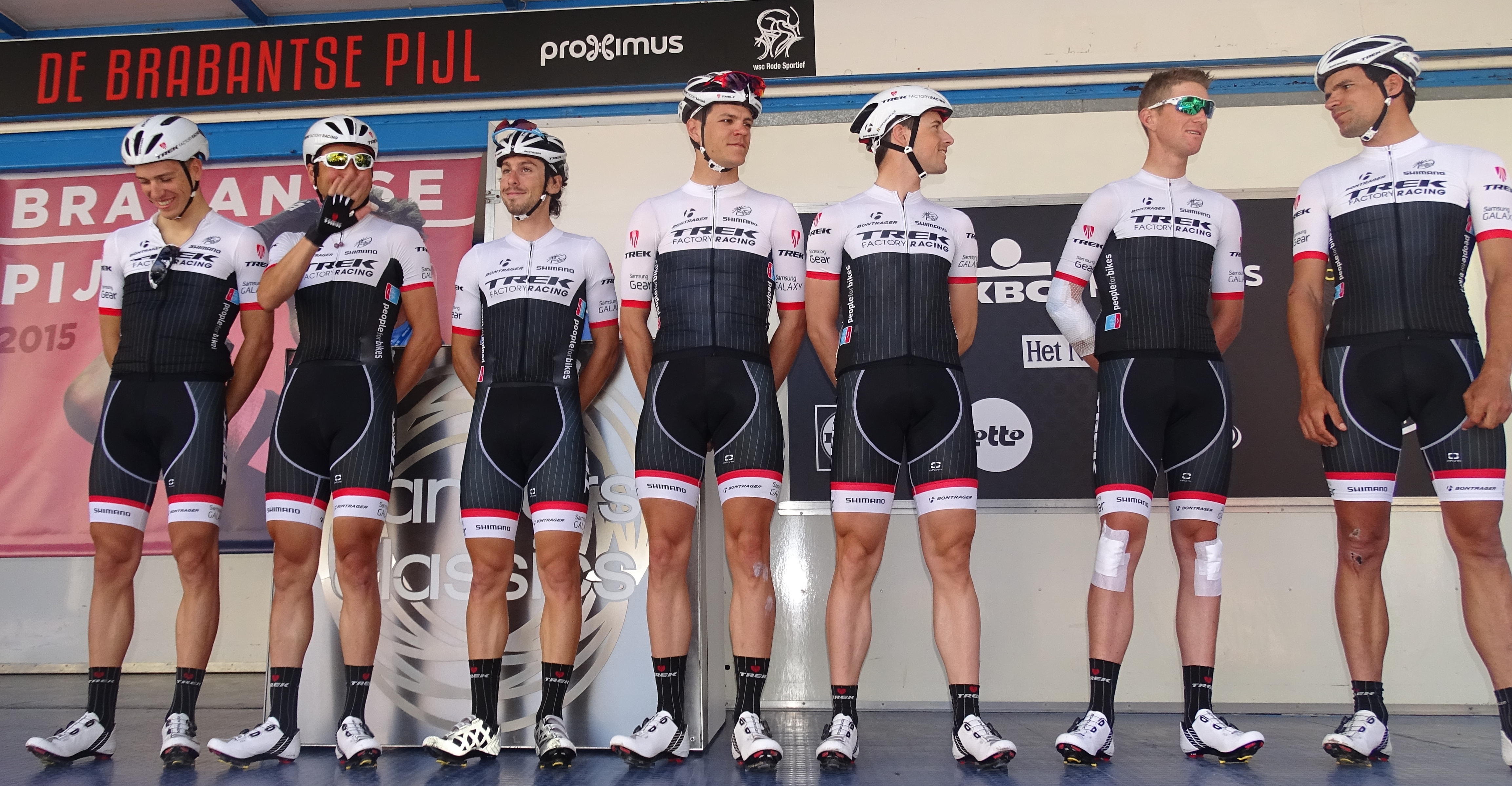
L'équipe lors de la Flèche brabançonne 2015.

### Effectif
| Cycliste           | Date de naissance | Nationalité      | Équipe 2014               |  |
| ------------------ | ----------------- | ---------------- | ------------------------- |  |
| Eugenio Alafaci    | 9 août 1990       | Italie           | Trek Factory Racing       |  |
| Julián Arredondo   | 30 juillet 1988   | Colombie         | Trek Factory Racing       |  |
| Fumiyuki Beppu     | 10 avril 1983     | Japon            | Trek Factory Racing       |  |
| Matthew Busche     | 9 mai 1985        | États-Unis       | Trek Factory Racing       |  |
| Fabian Cancellara  | 18 mars 1981      | Suisse           | Trek Factory Racing       |  |
| Marco Coledan      | 22 août 1988      | Italie           | Bardiani CSF              |  |
| Stijn Devolder     | 29 août 1979      | Belgique         | Trek Factory Racing       |  |
| Laurent Didier     | 19 juillet 1984   | Luxembourg       | Trek Factory Racing       |  |
| Fabio Felline      | 29 mars 1990      | Italie           | Trek Factory Racing       |  |
| Markel Irizar      | 5 février 1980    | Espagne          | Trek Factory Racing       |  |
| Bob Jungels        | 22 septembre 1992 | Luxembourg       | Trek Factory Racing       |  |
| Daniel McConnell   | 9 août 1985       | Australie        | Trek Factory Racing (VTT) |  |
| Bauke Mollema      | 26 novembre 1986  | Pays-Bas         | Belkin                    |  |
| Giacomo Nizzolo    | 30 janvier 1989   | Italie           | Trek Factory Racing       |  |
| Yaroslav Popovych  | 4 janvier 1980    | Ukraine          | Trek Factory Racing       |  |
| Grégory Rast       | 17 janvier 1980   | Suisse           | Trek Factory Racing       |  |
| Hayden Roulston    | 10 janvier 1981   | Nouvelle-Zélande | Trek Factory Racing       |  |
| Fränk Schleck      | 15 avril 1980     | Luxembourg       | Trek Factory Racing       |  |
| Jesse Sergent      | 8 juillet 1988    | Nouvelle-Zélande | Trek Factory Racing       |  |
| Fábio Silvestre    | 25 janvier 1990   | Portugal         | Trek Factory Racing       |  |
| Gert Steegmans     | 30 septembre 1980 | Belgique         | Omega Pharma-Quick Step   |  |
| Jasper Stuyven     | 17 avril 1992     | Belgique         | Trek Factory Racing       |  |
| Boy van Poppel     | 18 janvier 1988   | Pays-Bas         | Trek Factory Racing       |  |
| Danny van Poppel   | 26 juillet 1993   | Pays-Bas         | Trek Factory Racing       |  |
| Kristof Vandewalle | 5 avril 1985      | Belgique         | Trek Factory Racing       |  |
| Calvin Watson      | 6 janvier 1993    | Australie        | Trek Factory Racing       |  |
| Riccardo Zoidl     | 8 avril 1988      | Autriche         | Trek Factory Racing       |  |
| Haimar Zubeldia    | 1er avril 1977    | Espagne          | Trek Factory Racing       |  |
| Stagiaire          | Date de naissance | Nationalité      | Équipe 2015               |  |
| Leonardo Basso     | 25 décembre 1993  | Italie           | Selle Italia-Cieffe-Ursus |  |
| Julien Bernard     | 17 mars 1992      | France           | SCO Dijon                 |  |
| Szymon Rekita      | 5 janvier 1994    | Pologne          | GFDD Altopack             |  |

Portraits
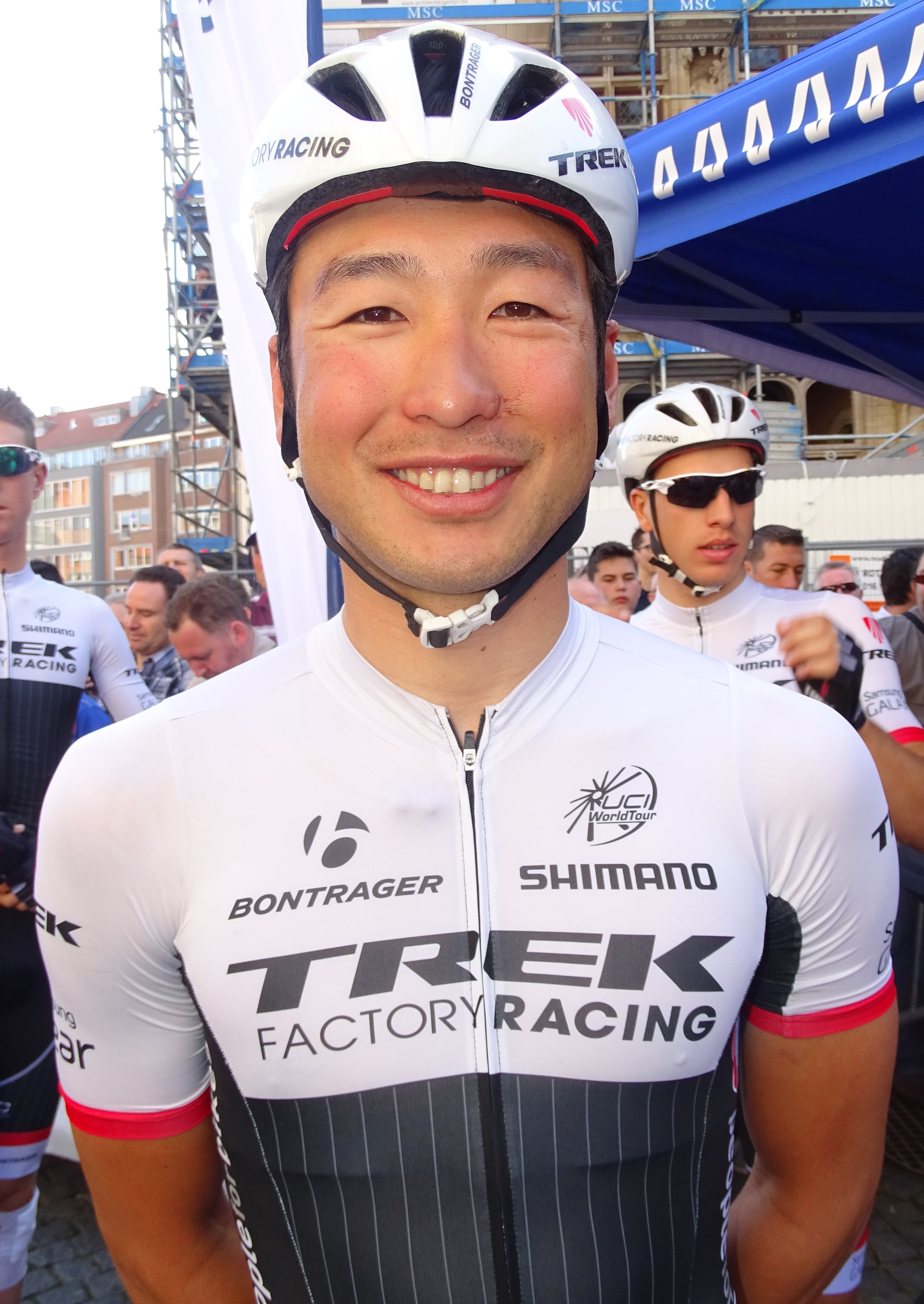
Fumiyuki Beppu.
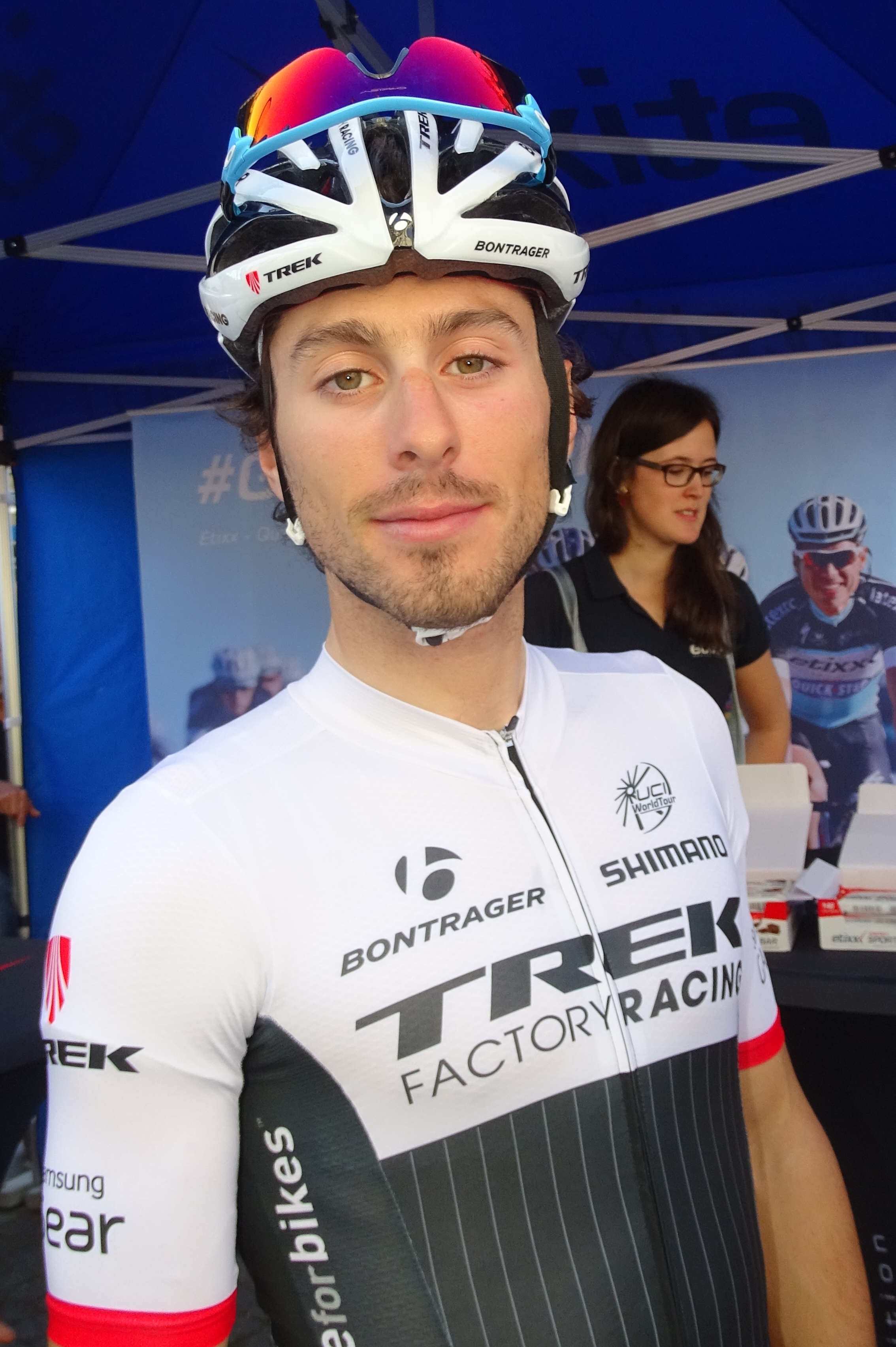
Fabio Felline.
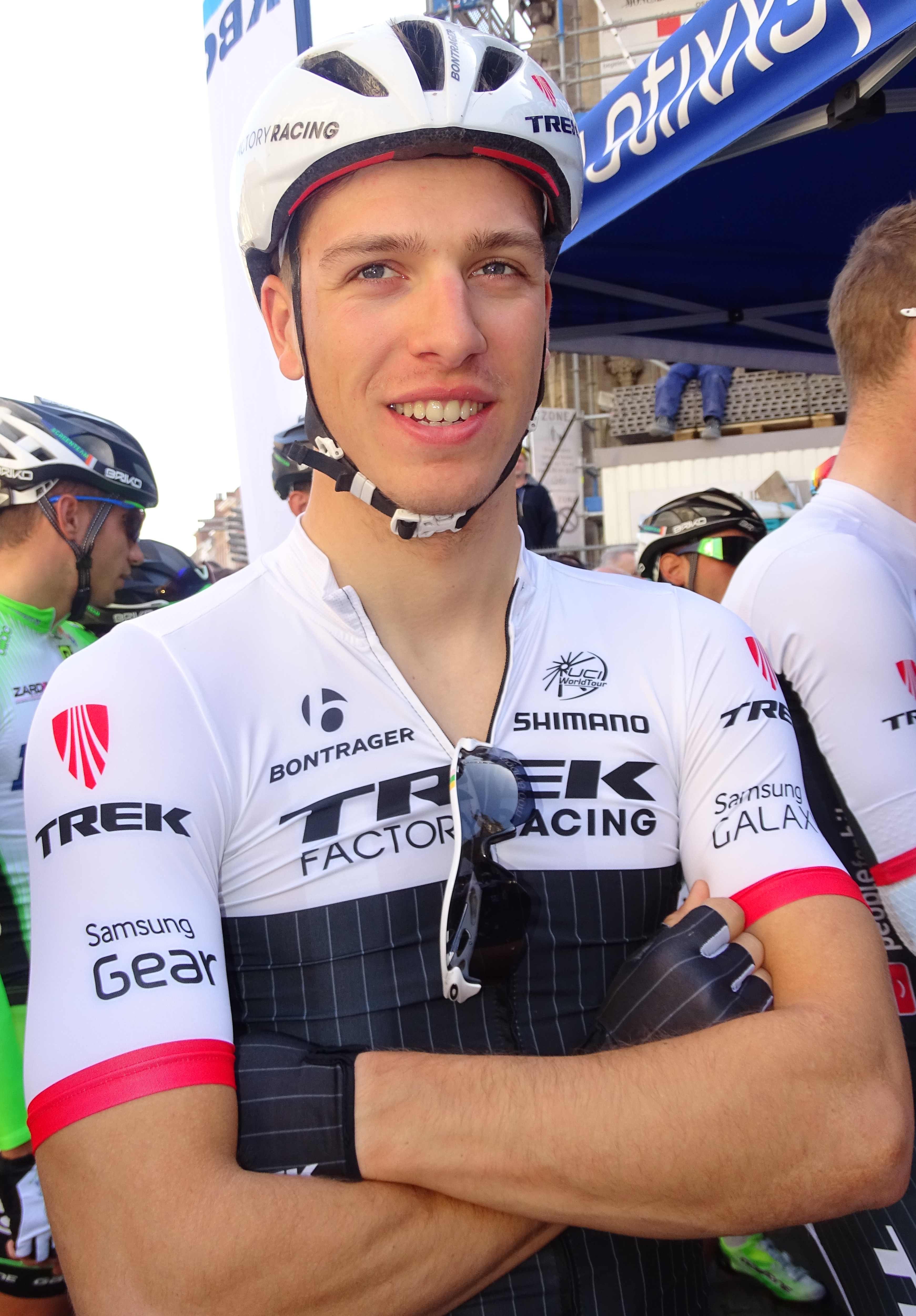
Danny van Poppel.
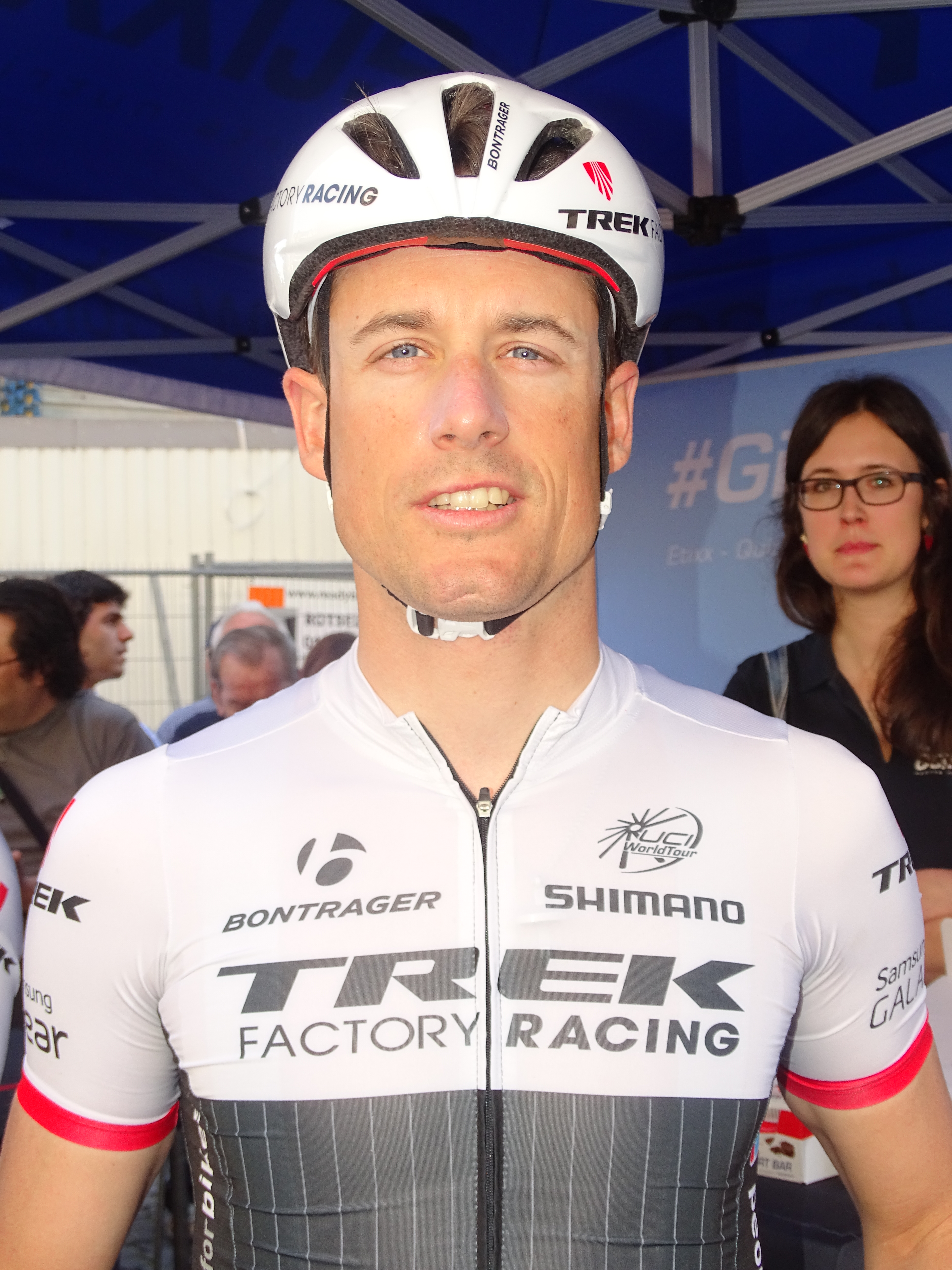
Kristof Vandewalle.
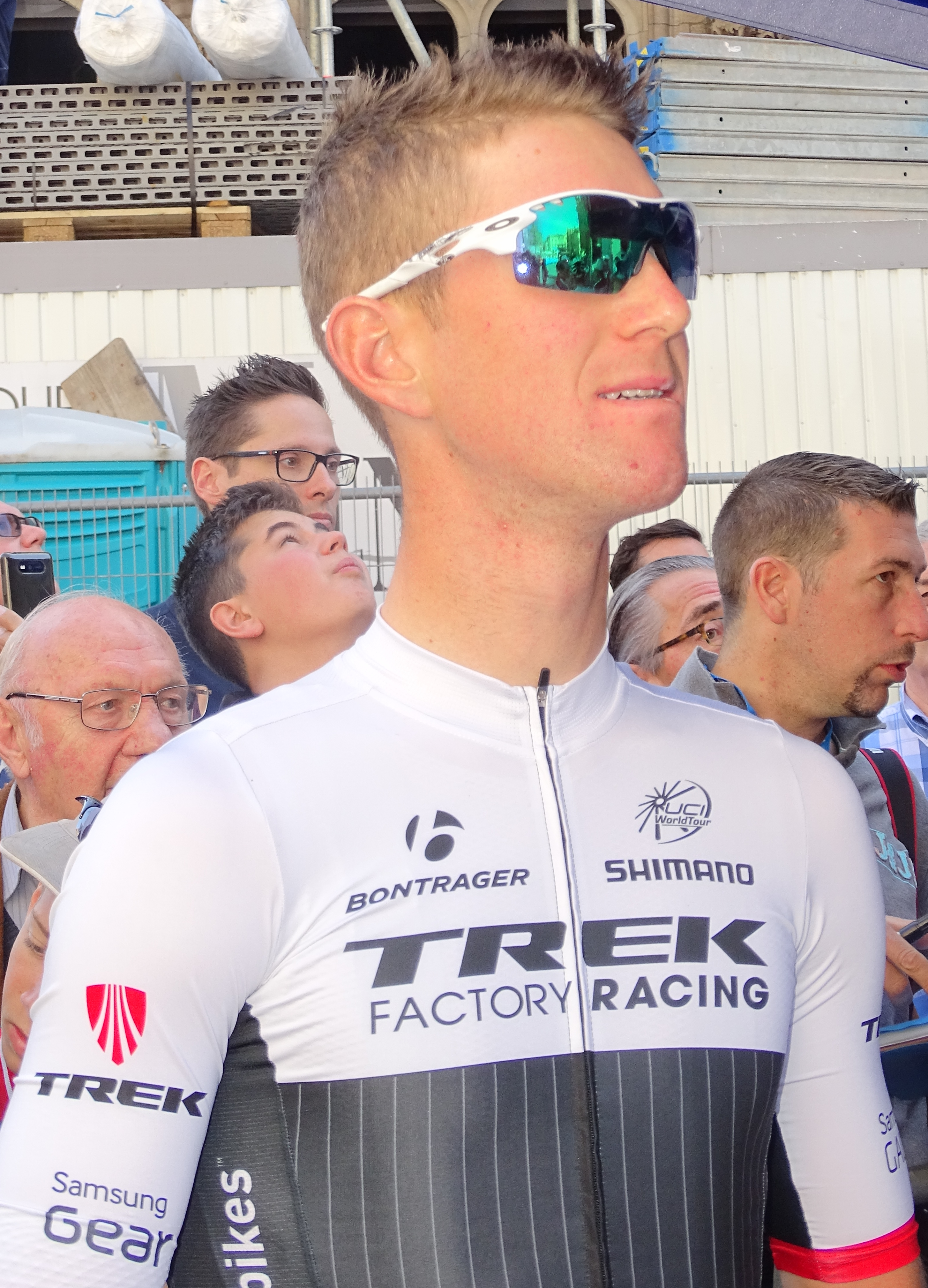
Calvin Watson.

## Bilan de la saison

### Victoires
| Date       | Course                                          | Pays       | Classe | Vainqueur           |
| ---------- | ----------------------------------------------- | ---------- | ------ | ------------------- |
| 08/02/2015 | 5e étape de l'Étoile de Bessèges                | France     | 2.1    | Bob Jungels         |
| 08/02/2015 | Classement général de l'Étoile de Bessèges      | France     | 2.1    | Bob Jungels         |
| 18/02/2015 | 2e étape du Tour d'Oman                         | Oman       | 2.HC   | Fabian Cancellara   |
| 08/03/2015 | 2e étape des Trois jours de Flandre-Occidentale | Belgique   | 2.1    | Danny van Poppel    |
| 17/03/2015 | 7e étape de Tirreno-Adriatico                   | Italie     | WT     | Fabian Cancellara   |
| 19/03/2015 | Grand Prix Nobili Rubinetterie                  | Italie     | 1.HC   | Giacomo Nizzolo     |
| 28/03/2015 | 2e étape du Critérium international             | France     | 2.HC   | Fabio Felline       |
| 07/04/2015 | 2e étape du Tour du Pays basque                 | Espagne    | WT     | Fabio Felline       |
| 25/05/2015 | Championnat des États-Unis sur route            | États-Unis | CN     | Matthew Busche      |
| 25/06/2015 | Championnat du Luxembourg du contre-la-montre   | Luxembourg | CN     | Bob Jungels         |
| 28/06/2015 | Championnat du Luxembourg sur route             | Luxembourg | CN     | Bob Jungels         |
| 26/07/2015 | 2e étape du Tour de Wallonie                    | Belgique   | 2.HC   | Danny van Poppel    |
| 29/07/2015 | 5e étape du Tour de Wallonie                    | Belgique   | 2.HC   | Danny van Poppel    |
| 29/08/2015 | 8e étape du Tour d'Espagne                      | Espagne    | WT     | Jasper Stuyven      |
| 02/09/2015 | 1re étape du Tour d'Alberta                     | Canada     | 2.1    | Trek Factory Racing |
| 03/09/2015 | 12e étape du Tour d'Espagne                     | Espagne    | WT     | Danny van Poppel    |
| 06/09/2015 | Grand Prix de Fourmies                          | France     | 1.HC   | Fabio Felline       |
| 07/09/2015 | 16e étape du Tour d'Espagne                     | Espagne    | WT     | Fränk Schleck       |
| 07/09/2015 | Classement général du Tour d'Alberta            | Canada     | 2.1    | Bauke Mollema       |
| 18/10/2015 | Japan Cup                                       | Japon      | 1.HC   | Bauke Mollema       |

Podiums
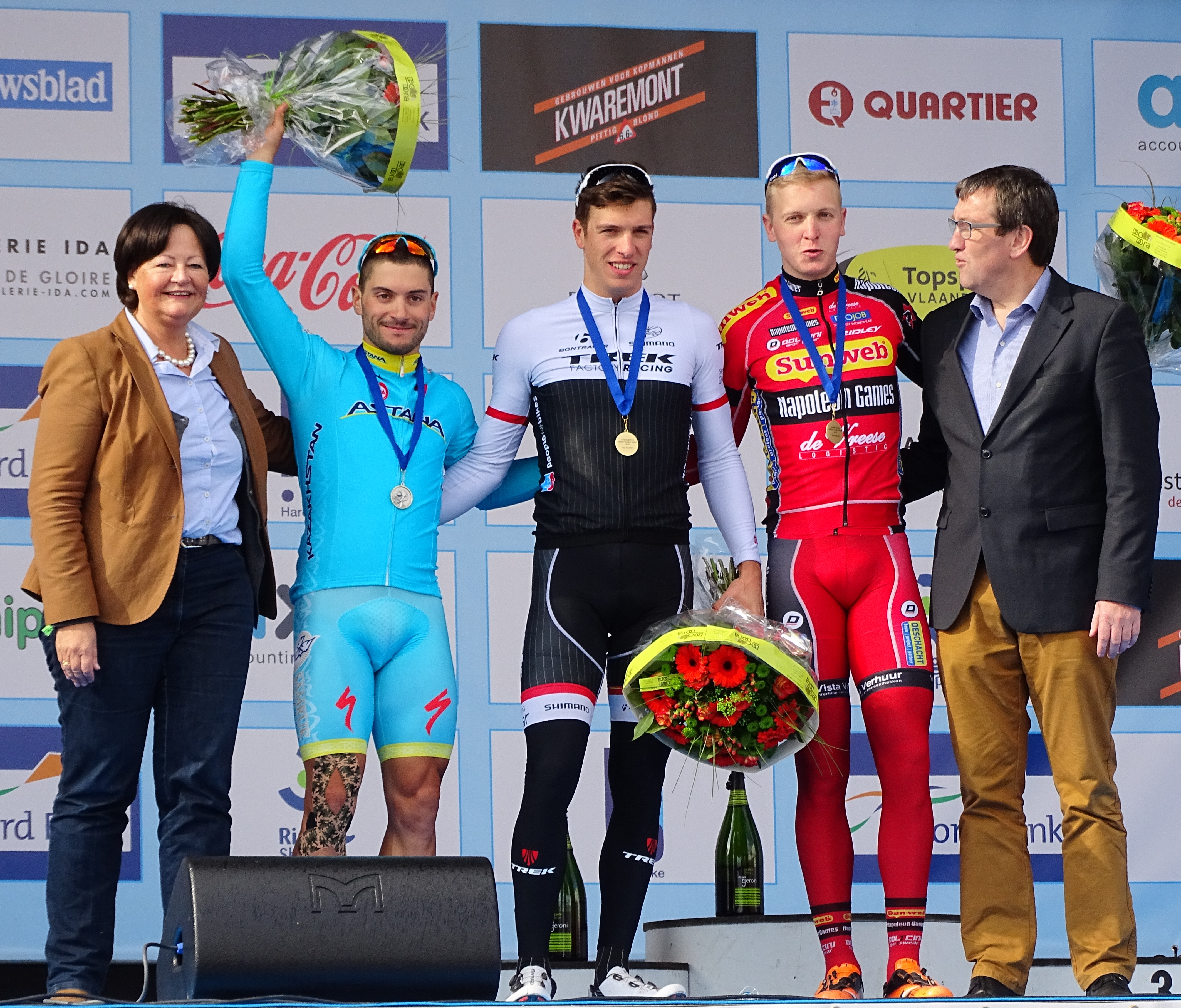
Podium de E3 Sprint Challenge, course d'attente du Grand Prix E3 2015 : Andrea Guardini (2e), Danny van Poppel (1er) et Tim Merlier (3e).
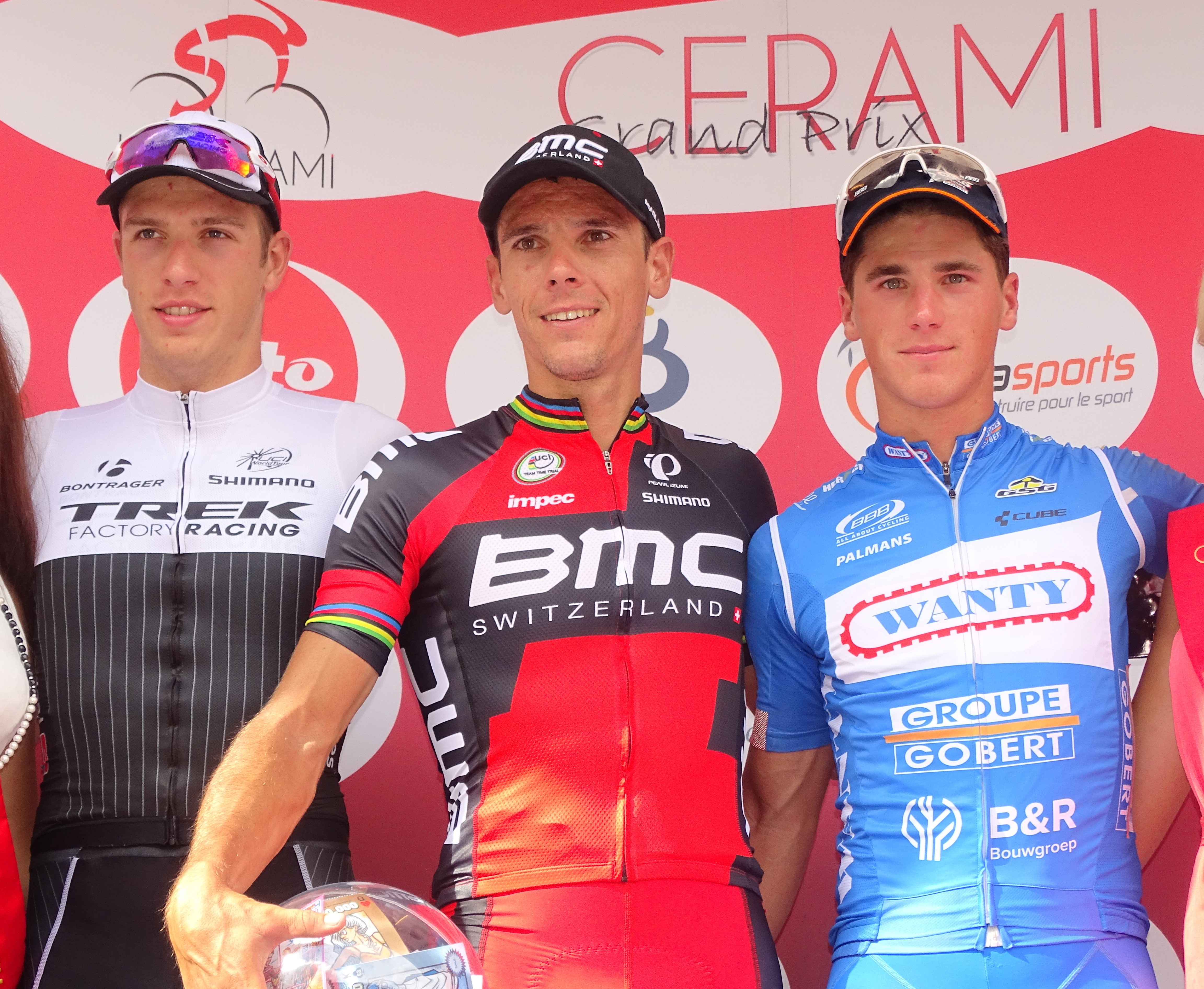
Podium de l'édition 2015 du Grand Prix Pino Cerami : Danny van Poppel (2e), Philippe Gilbert (1er) et Tom Devriendt (3e).
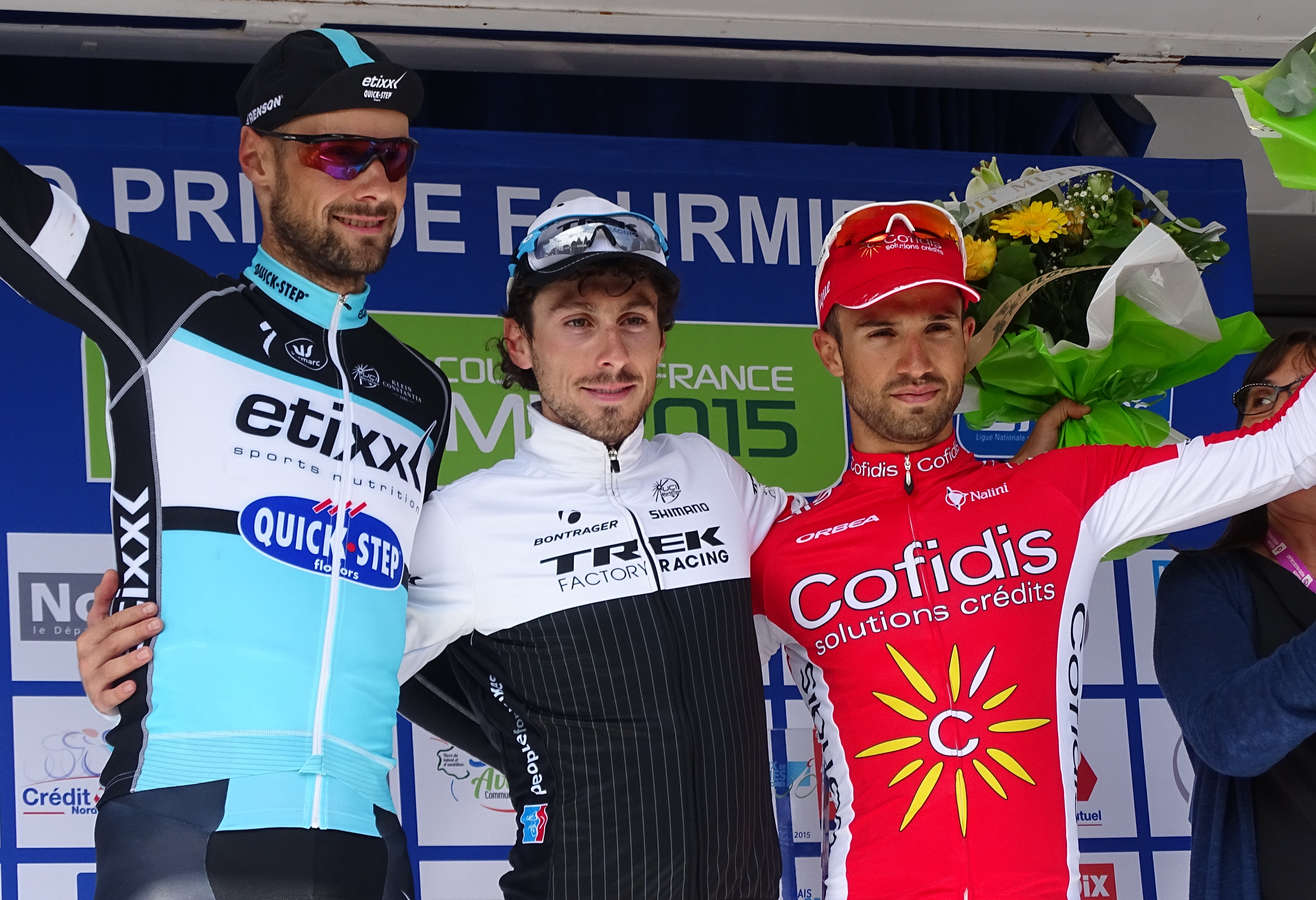
Podium de l'édition 2015 du Grand Prix de Fourmies : Tom Boonen (2e), Fabio Felline (1er) et Nacer Bouhanni (3e).

### Résultats sur les courses majeures
Les tableaux suivants représentent les résultats de l'équipe dans les principales courses du calendrier international (les cinq classiques majeures et les trois grands tours). Pour chaque épreuve est indiqué le meilleur coureur de l'équipe, son classement ainsi que les accessits glanés par Trek Factory Racing sur les courses de trois semaines.

#### Classiques
| Classique            | Milan-San Remo         | Tour des Flandres    | Paris-Roubaix      | Liège-Bastogne-Liège | Tour de Lombardie   |
| -------------------- | ---------------------- | -------------------- | ------------------ | -------------------- | ------------------- |
| Coureur (classement) | Fabian Cancellara (7e) | Stijn Devolder (13e) | Grégory Rast (20e) | Bauke Mollema (35e)  | Fränk Schleck (38e) |

#### Grands tours
| Grand tour           | Tour d'Italie                           | Tour de France     | Tour d'Espagne                                                         |
| -------------------- | --------------------------------------- | ------------------ | ---------------------------------------------------------------------- |
| Coureur (classement) | Fabio Felline (32e)                     | Bauke Mollema (7e) | Haimar Zubeldia (23e)                                                  |
| Accessits            | Classement par points (Giacomo Nizzolo) |                    | 3 victoires d'étapes (Jasper Stuyven, Danny van Poppel, Fränk Schleck) |

### Classement UCI
| Rang | Coureur           | Points |
| ---- | ----------------- | ------ |
| 22   | Bauke Mollema     | 212    |
| 56   | Giacomo Nizzolo   | 78     |
| 62   | Fabio Felline     | 64     |
| 66   | Fabian Cancellara | 59     |
| 84   | Bob Jungels       | 46     |
| 107  | Danny van Poppel  | 29     |
| 126  | Jasper Stuyven    | 17     |
| 129  | Fränk Schleck     | 16     |
| 153  | Haimar Zubeldia   | 8      |
| 181  | Julián Arredondo  | 3      |